# Festival de Inverno Bahia
Festival de Inverno Bahia (também conhecido como FIB ou apenas Festival de Inverno) é um evento musical brasileiro que ocorre anualmente em Vitória da Conquista, terceira maior cidade da Bahia, no Parque de Exposições. Realizado pela primeira vez em 2005, o festival é produzido pela Bahia Eventos, empresa de entretenimento da Rede Bahia, em parceria com a TV Sudoeste, afiliada à TV Globo. É uma versão de inverno do Festival de Verão Salvador, sendo responsável por levar grandes nomes da música brasileira para a cidade de Vitória da Conquista, conhecia pelo seu frio característico. É um dos maiores festivais de música do interior do Brasil.

## Estrutura
É montada todos os anos uma gigantesca estrutura no Parque de Exposições para garantir conforto a todos que vão curtir as noites do festival. No meio dessa estrutura estão: posto médico, praça de alimentação, bares espalhados por todo o parque, stands de patrocinadores do evento, camarote, bilheterias, estacionamentos e as áreas da "Vila da Música" e a "Arena Eletro-Rock", além do palco principal.

## Atrações
Algumas atração que passaram pelo palco principal festival foram: Ivete Sangalo, Caetano Veloso, Alok, Djavan, Lulu Santos, O Grande Encontro (Elba Ramalho, Alceu Valença e Geraldo Azevedo) Ana Carolina, Paula Toller, Paula Fernandes, Capital Inicial, Jota Quest, Luan Santana, Marcos & Belutti, RPM, Frejat, Blitz, Cidade Negra, O Rappa, Victor & Leo, Vanessa da Mata, Nando Reis, Lenine, Zeca Baleiro, Biquini Cavadão, Paralamas do Sucesso, Luiza Possi, Arnaldo Antunes, Zélia Duncan, Skank, Pato Fu, Marcelo D2, Natiruts, Titãs, Claudia Leitte, Jammil, Jorge & Mateus, Gilberto Gil, Saulo, Seu Jorge, Legião Urbana (XXX Anos), Tiago Iorc, Raimundos, Anitta, BaianaSystem, Anavitória, Pitty, Marília Mendonça, Wesley Safadão, Léo Santana, Dilsinho, entre outros.
Existem também palcos alternativos como o "Vila da Música Coca-Cola" e a "Arena TNT Eletro-Rock", com artistas regionais.
| Artista         | Participações (anos)                |
| --------------- | ----------------------------------- |
| Capital Inicial | 2008, 2010, 2012, 2014, 2016 e 2018 |
| Biquíni         | 2005, 2009, 2012, 2016 e 2018       |
| Frejat          | 2005*, 2008, 2011, 2015 e 2019      |
| Jota Quest      | 2008, 2011, 2013, 2015, 2017 e 2023 |
| Nando Reis      | 2005, 2006, 2011, 2016 e 2019       |
| Ivete Sangalo   | 2015, 2017, 2019 e 2022             |
| O Rappa         | 2006, 2013, 2015 e 2017             |

## Edições

### 2005
Em sua estreia, o maior festival de música do interior do Nordeste teve como atrações principais, Xangai, Luciana Mello e Barão Vermelho na sexta (26 de agosto), Pato Fu, Zeca Baleiro e Nando Reis no sábado (27 de agosto) e Diamba, Jorge Vercilo e Biquíni Cavadão no domingo (28 de agosto).

### 2006
Na segunda edição do FIB, se apresentaram no palco principal na sexta (18 de agosto) Vanessa da Mata, Plebe Rude e Nando Reis. No sábado (19 de agosto), subiram ao palco Lenine, Los Hermanos e Engenheiros do Hawai e no domingo (20 de agosto), se apresentaram Paulinho Moska, O Rappa e Fernanda Porto.

### 2007
No ano em que o FIB chegava em sua terceira edição, teve como atrações no palco principal Leoni, Ira! e Lulu Santos na sexta (17 de agosto), Danni Carlos, Os Paralamas do Sucesso e Papas da Língua no sábado (18 de agosto) e Diamba, Cláudio Zoli e Charlie Brown Jr. no domingo (19 de agosto).

### 2008
Na quarta edição do festival, se apresentaram no palco principal Arnaldo Antunes, Capital Inicial e Luiza Possi na sexta (22 de agosto), Simone Sampaio, Maria Rita e Frejat no sábado (23 de agosto) e Pitty, Dado Villa-Lobos e Jota Quest no domingo (24 de agosto).

### 2009
Completando 5 anos de evento, o FIB trouxe para Vitória da Conquista no palco principal Mart'nália, Zélia Duncan, Natiruts e O Teatro Mágico na sexta-feira (21 de agosto), Moinho,  Titãs e Carlinhos Brown se apresentaram no sábado (22 de agosto), enquanto Mallu Magalhães, Skank e Biquini Cavadão fizeram shows no no domingo (23 de agosto).

### 2010
Chegando em sua sexta edição, se apresentaram no palco principal do festival Detonautas, Claudia Leitte e Jorge Ben Jor na sexta-feira (20 de agosto). Diogo Nogueira, Titãs e Capital Inicial subiram no palco no sábado (21 de agosto). Já no domingo (22 de agosto), se apresentaram Lenine, Charlie Brown Jr. e Jammil.

### 2011
Na sétima edição, o FIB reuniu no palco principal Vanessa da Mata, Simone Sampaio e Jota Quest na sexta-feira (19 de agosto). No sábado (20 de agosto), se apresentaram Jau, Ana Carolina e, para fechar a noite, Nando Reis e Os Infernais. No último dia, domingo (21 de agosto), subiram ao palco Cidade Negra, Frejat e Victor & Leo.

### 2012
Em sua oitava edição, as principais apresentações foram na sexta-feira (24 de agosto) Agridoce, Seu Jorge e Jammil. No segundo dia do FIB, no sábado (25 de agosto) subiram no principal palco do evento Maria Gadú, Capital Inicial e Biquini Cavadão comandaram a festa. Para fechar, no domingo (26 de agosto), se apresentaram no FIB Autobox (vencedora do concurso Fainor Garage Band), Jorge & Mateus e Asa de Águia.

### 2013
No ano de número 9 do FIB, subiram ao palco principal na sexta-feira (23 de agosto) Paula Fernandes, Humberto Gessinger e Saulo Fernandes. No sábado (24 de agosto) se apresentaram O Rappa, Zélia Duncan, Titãs e João Gabriel. Na última noite, no domingo (25 de agosto) houve shows de Jota Quest, Lulu Santos e Munhoz & Mariano.

### 2014
Na edição comemorativa de 10 anos do evento, no palco principal se apresentaram na sexta-feira (29 de agosto) Gilberto Gil, Skank e Ira!. Na segunda noite, no sábado (30 de agosto) subiram no palco principal Vanessa da Mata, CPM 22 e Natiruts. Para a última noite, no domingo, apresentaram-se Os Paralamas do Sucesso, Capital Inicial e Luan Santana.

### 2015
Na 11.ª edição do FIB, se apresentaram na sexta-feira (28 de agosto) Humberto Gessinger, Ana Carolina e Ivete Sangalo. No sábado (29 de agosto) subiram ao palco principal BLITZ, Frejat e O Rappa. Já para encerrar no domingo (30 de agosto), RPM, Jota Quest e Fernando & Sorocaba. Também se apresentaram bandas e cantores locais nos palcos alternativos como o Barracão Universitário e a Arena Eletro-Rock como atração principal Scambo( banda que participou do programa superstar). Toda a identidade visual do Festival desse ano foi inspirada nos cartões-postais de Vitória da Conquista.

### 2016
Na edição em que o FIB completou 12 anos, na sexta-feira (26 de agosto) Djavan abriu a festa e logo após subiram ao palco Lulu Santos e Nando Reis. Já no sábado (27 de agosto) Biquini Cavadão, Capital Inicial, Natiruts e BaianaSystem comandaram a segunda noite. Para fechar, no domingo (28 de agosto) se apresentaram Paula Toller, o show especial Legião Urbana (XXX Anos) e Marcos & Belutti.

### 2017
A 13.ª edição do FIB começou na sexta-feira (25 de agosto) com o estreante Tiago Iorc, Skank e Ivete Sangalo. No sábado se apresentaram no palco principal Humberto Gessinger, Jota Quest, O Rappa e a estreante no FIB Raimundos. Para fechar a festa, no domingo (27 de agosto) três estreantes se apresentaram: Caetano Veloso, Anitta e Matheus & Kauan. Também houve novidades na estrutura montada no Parque de Exposições com a mudança de posição do palco principal e camarotes na arena.

### 2018
Em sua 14ª edição, o Festival ocorreu entre 24 e 26 de agosto. As atrações que estiveram no line up desta edição foram o estreante Fábio Júnior, Biquini Cavadão e Luan Santana na sexta (24/08), no sábado (25/08)  Anavitoria, o ex-titã Paulo Miklos, Lulu Santos e Pitty e no domingo (26/08) Roupa Nova, Capital Inicial e Alok. Neste ano aconteceu um incidente com os equipamentos da banda Roupa Nova, que estava prevista para começar seu show às 20h, mas iniciou-se apenas às 21h50 por conta de problemas de logística aérea com os equipamentos da banda.

### 2019
Na edição comemorativa de 15 anos do evento, a grade completa foi divulgada no dia 24 de maio, na edição regional do Bahia Meio Dia da TV Sudoeste. Na sexta (23/08) Dilsinho, Frejat e Marília Mendonça se apresentam, no sábado (24/08) sobem ao palco, Iza, Ivete Sangalo, Léo Santana e "O Grande Encontro" formado por (Elba Ramalho, Alceu Valença e Geraldo Azevedo) enquanto no domingo (25/08), Nando Reis, Wesley Safadão e Anitta se apresentam. A 15ª edição do evento ficou marcada por ser a primeira em que teve todos os ingressos esgotados, tanto na arena como no camarote, para os shows do dia de sábado (24/08). Também houve a ocorrência da não apresentação da cantora Iza, que, por questões de saúde não se apresentou, sendo substituída pela organização do festival pela banda Trio da Huanna, que se apresentaria no palco alternativo da Vila da Música. A cantora já estava na cidade desde a manhã. Também no sábado, durante o show de Ivete Sangalo, houve a participação de Armandinho, que acompanhou Ivete na execução das canções "We Are Carnaval" e "Chame Gente", dois clássicos do axé music. Ivete também cantou o hit "Pesadão" em homenagem à cantora e colega de The Voice Brasil Iza, que não pôde se apresentar naquela noite.

### 2020 e 2021
Edições canceladas em virtude da Pandemia de Covid-19.

### 2022
No dia 28 de agosto de 2021 foi anunciado que o evento seria realizado no ano seguinte (dos dias 26 a 28 de agosto), em um programa especial sobre as edições passadas do festival exibido pela TV Sudoeste, TV Santa Cruz, TV Oeste e Gshow Bahia,  iniciando a venda de ingressos com valores promocionais. Em 23 de dezembro de 2021, foi confirmada a primeira atração da edição de 2022: Maria Bethânia, que se apresentou pela primeira vez no FIB, no sábado (27/08). No dia 19 de janeiro de 2022, foram confirmadas mais três atrações no Bahia Meio Dia da TV Sudoeste: Dilsinho, Os Paralamas do Sucesso e Alok.Em 15 de fevereiro, também no Bahia Meio Dia, foram confirmadas mais duas atrações: a cantora Iza e a banda de arrochadeira Trio da Huanna, no palco principal. Em 10 de março foram confirmados Elba Ramalho e Fagner, em show único pela turnê “Festa” (em homenagem a Luiz Gonzaga) na sexta-feira e Harmonia do Samba no sábado.
Para divulgar as 4 últimas atrações, a organização realizou um show beneficente no estacionamento do Boulevard Shopping, em Vitória da Conquista, no dia 30 de abril, como pré-lançamento do Festival. O evento conta com 3 atrações: Lincoln Senna, Jô Almeida e Cacau com Leite. As atrações surpresas reveladas foram a dupla sertaneja Zé Neto e Cristiano (domingo), Vitor Fernandes (sexta), João Gomes (sábado) e a volta de Ivete Sangalo (sexta).
A segunda noite do evento foi a que mais lotou, fazendo com que 1 semana antes do show, os ingressos do camarote esgotassem e os da arena esgotassem na véspera.

### 2023
Em 2022, após o final de semana do Festival de Inverno Bahia ter sido concluído, a organização fez uma enquete com o público que compareceu e os internautas nas redes sociais do evento. A enquete era pra escolher qual foi a melhor atração do evento na Vila da Música Coca Cola, a mais escolhida será a primeira atração confirmada do palco principal na edição de 2023, na qual será entre 25 e 27 de agosto. Entre os finalistas estava a artista local Jô Almeida, a cantora de Guanambi Dielle Anjos (que foi destaque no The Voice Brasil) e o conhecido cantor baiano Lincoln Senna. Com o resultado revelado no dia 1 de setembro, Lincoln Senna foi confirmado como a primeira atração do palco principal do FIB 2023. O cantor agradeceu os votos e o carinho do público nas redes sociais e reiterou que as duas finalistas que estava com ele na enquete vão subir para cantar uma música junto com ele no palco principal no domingo 27.
No dia 17 de janeiro, foi divulgado a segunda atração, que será a cantora Marisa Monte apresentando-se na primeira noite da festa. Em abril, no dia 5, foram divulgados mais duas atrações, o cantor baiano Léo Santana (sábado) e o carioca Thiaguinho (domingo). Já no dia 28, foram divulgados mais 3, Djavan (sábado), Jota Quest (sexta) e a drag queen Glória Groove (sábado). Posteriormente, foram anunciados outras três atrações a cantora Mari Fernandez (sexta), o dj Pedro Sampaio (domingo) e o cantor Nattanzinho (domingo). Faltando menos de 15 dias para a festa, a produção anunciou a última atração que foi a dupla sertaneja Matheus e Kauan, que fechou a noite de domingo, nesse show, teve um momento emocionante, a dupla chamou o cantor Thiaguinho que ainda estava no backstage para fazer um feat na música "Que Sorte a Nossa" no palco. Durante o show de Nattanzinho, uma cena marcante chamou a atenção, um jovem chamado Thiago Britto viralizou nas redes sociais, após aceitar o desafio do cantor, de beber uma garrafa de vodka por 5 segundos. Porém, o jovem ingeriu todo o liquido da garrafa e teve que parar no hospital com quadro de coma alcoólico, o jovem recebeu alta dias depois.

### 2024
No fim de agosto de 2023, mais uma vez a organização do evento fez uma enquete com o público que compareceu e com os internautas nas redes sociais do evento. A enquete era pra escolher qual foi a melhor atração do evento na Arena da Música Coke Studio (empresa ligada à Coca-Cola), a mais escolhida irá ser a primeira atração confirmada do palco principal na edição de 2024, na qual será entre os dias 23 à 25 de agosto. Entre os finalistas estava a artista local Robertinha (nome artistico de Roberta Rocha Brito de Andrade), Pêu do Arcodeon e a conhecida banda de axé Filhos de Jorge. No dia 1 de setembro, com 52% dos votos, a banda Filhos de Jorge vence a disputa e foi confirmada a primeira atração do palco principal.
No dia 21 de março, foi feito o lançamento do evento, na qual aconteceu na Varanda 77 Gastro Bar, nesse local foi adotado e inaugurado a Casa FIB, onde será o palco dos artistas locais e das pessoas que vão curtir a festa, estarem na expectativa de como será o evento e o clima das músicas que vão agitar as três noites. Compareceram autoridades como a prefeita Sheila Lemos, produtores e Rogéio Bruxellas, presidente da Rede Bahia. Nesse dia, foi divulgado as primeiras atrações nacionais já confirmadas: Samuel Rosa que fará sua primeira apresentação em carreira solo no evento após o fim da banda Skank, o grupo de pagode Menos é Mais e pela primeira vez na cidade, a vinda da cantora Ana Castela. No final de março e inicio de abril, mais duas atrações foram divulgadas, o cantor de música pop Jão e o grupo de samba Só Pra Contrariar.